# Cijati (Maniis)
Cijati is een bestuurslaag in het regentschap Purwakarta van de provincie West-Java, Indonesië. Cijati telt 2327 inwoners (volkstelling 2010).